# Signed in Blood
Signed in Blood är en EP av Misconduct, utgiven på Bad Taste Records 1998. Skivan utgavs som en 7"-vinyl.

## Låtlista
Alla låtar är skrivna av Misconduct.

### A-sida
1. "Burn the Flag"
2. "Who Stands Alone"
3. "This Is Why We're Here"

### B-sida
1. "To Be True"
2. "The Struggle"
3. "Fading"

## Personal
- Andeschon - bas
- Andreas - inspelningstekniker, mixning
- Colie - inspelningstekniker, mixning
- J.C. - trummor, sång på "Fading"
- Jonas N. - design
- Misconduct - bakgrundssång, arrangemang, mixning
- Ollo - sång

### Fotnoter
1. ↑  ”Signed in Blood”. Discogs.com. http://www.discogs.com/Misconduct-Signed-In-Blood/release/1628134. Läst 8 januari 2012.